# 播磨灘物語
『播磨灘物語』（はりまなだものがたり）は、司馬遼太郎の歴史小説。1973年5月から1975年2月にかけ、「読売新聞」に連載された。
豊臣秀吉の軍師として知られる黒田官兵衛（孝高、如水）の生涯を描く。友人として竹中半兵衛も描かれる。

## あらすじ
黒田官兵衛が仕える御着城主小寺政職の勢力は、播磨から備前にかけあったが中世的な家風が漂い、中央（京周辺）で台頭する織田信長に対しては否定的であった。信長の時代の到来を予知した官兵衛は、小寺家を信長の勢力圏に組み入れるよう奔走する。だが次第に当の小寺家には疎まれてゆく。そんな中、織田方の重臣荒木村重が叛旗を翻す。
村重に小寺家がなびくことをおそれ、官兵衛は村重を説得しようと有岡城に向かうが、投獄されてしまう。ここで官兵衛は、自分の知恵の無力さ、はかなさを感じ、出獄したころには身も心も変わっていた。天下統一に向け動く秀吉の重臣として新たな人生が始まる。

## 刊行書誌
- 『播磨灘物語』講談社（全3巻）、1975年、新版1982年
- 『播磨灘物語』講談社文庫（全4巻）、1978年、改版2004年
- 『日本歴史文学館13　司馬遼太郎 「播磨灘物語」』講談社、1986年
- 『司馬遼太郎全集 33・34』（文藝春秋、1983年）、全集第2期・最初の巻

## 展覧会
- 「『播磨灘物語』と黒田官兵衛」、会期：2014年3月25日 - 10月26日、会場：司馬遼太郎記念館[1]